# Ornithogalum amphibolum
Ornithogalum amphibolum är en sparrisväxtart som beskrevs av Constantine Zahariadi. Ornithogalum amphibolum ingår i släktet stjärnlökar, och familjen sparrisväxter. Inga underarter finns listade i Catalogue of Life.